# Alexander Alexandrowitsch Gaifullin
Alexander Alexandrowitsch Gaifullin (russisch Александр Александрович Гайфуллин; * 22. März 1984) ist ein russischer Mathematiker, der sich mit Geometrie und Topologie befasst.
Gaifullin studierte an der Lomonossow-Universität, an der er  2008 bei Wiktor Buchstaber promoviert wurde (Kombinatorische Realisierung von Zyklen, Russisch). Er forscht am Steklow-Institut. 2010 habilitierte er sich (russischer Doktortitel).
Er befasst sich mit der kombinatorischen Topologie von Mannigfaltigkeiten, simplizialen Komplexen, Pontrjagin-Klassen, dem Problem der Realisierung von Zyklen, einfachen Polytopen und flexiblen Polyedern (im Rahmen der von I. Kh. Sabitov bewiesenen Bellows-Vermutung – siehe Robert Connelly – und deren Verallgemeinerung auf höhere Dimensionen und nichteuklidische Geometrien).
2016 hielt er einen Plenarvortrag auf dem Europäischen Mathematikerkongress (ECM) in Berlin (Flexible polyhedra and their volumes). Er war schon eingeladener Sprecher auf dem ECM 2012 in Krakau (Combinatorial realization of cycles and small covers). Seit 2016 ist er korrespondierendes Mitglied der Russischen Akademie der Wissenschaften.